# Piščalauský zámek
Piščalauský zámek (Пішчалаўскі замак) je historická budova v běloruském hlavním městě Minsku, která slouží jako věznice (СІЗА №1, следчы ізалятар № 1). Nachází se na seznamu kulturního dědictví Běloruské republiky.
Zámek byl postaven v roce 1825 ve stylu klasicistní architektury. Architektem byl Kazimir Chrščanovič a hlavním investorem Rudolf Piščala, po němž byla budova pojmenována. Je známá také pod přezdívkami Běloruská Bastila a Valadarka (protože se nachází na ulici Volodarského).
Za carského režimu zde byli vězněni Vincent Dunin-Marcinkievič, Jakub Kolas, Józef Piłsudski a Felix Edmundovič Dzeržinskij. V roce 1924 byl v Minsku internován Boris Savinkov. V době Velké čistky byli v Piščalauském zámku popravováni běloruští intelektuálové obvinění z nacionalismu, mezi nimi Michaś Čarot a Anton Balicki. V červnu 1941 byli vězni evakuováni před postupující německou armádou do města Červeň, tento pochod smrti si vyžádal tisíce obětí.
V roce 2020 ve věznici skončila řada účastníků protestů proti prezidentu Alexandru Lukašenkovi, např. Ihar Losik nebo Maryja Kalesnikavová.
Piščalauský zámek je jediným místem v Evropě, kde se vykonává trest smrti.